# Lord Byron
George Gordon Byron, känd som Lord Byron (6:e baron Byron av Rochdale), född 22 januari 1788 i London, död 19 april 1824 i Missolonghi, Grekland, var en brittisk poet och filhellen, känd för sin episka satir på det italienska versmåttet ottava rima om Don Juan. Lord Byron räknas som en av de främsta poeterna under den engelska romantiken. Han var far till matematikern Ada Lovelace.

## Biografi

### Barndom

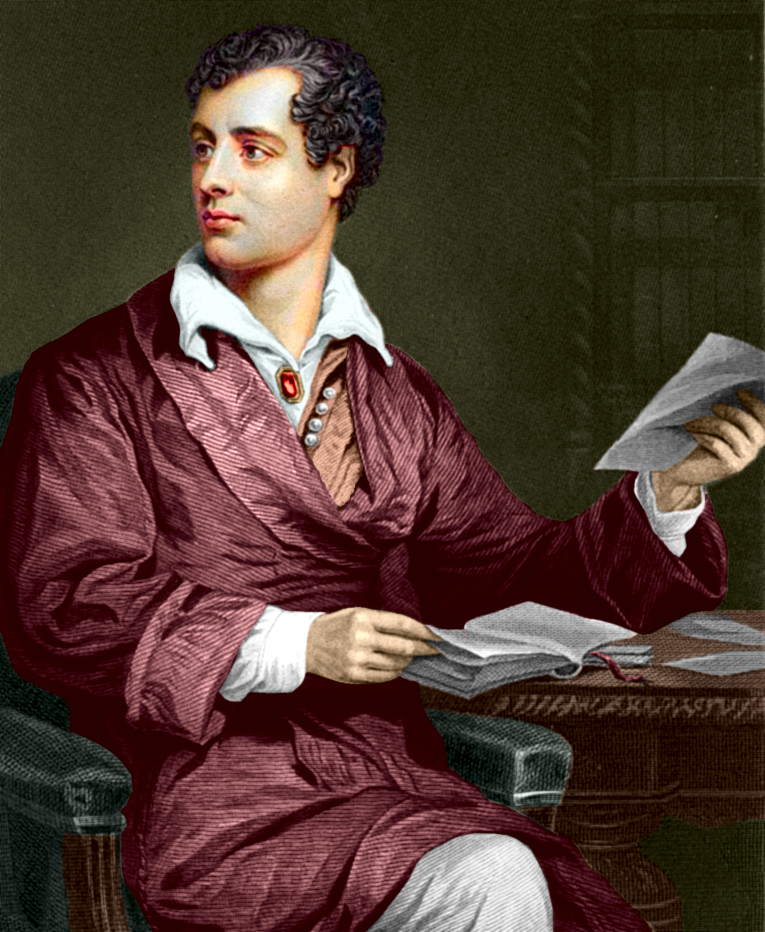
George Gordon Byron

George Gordon Byron föddes som äldste son till John "Mad Jack" Byron i hans andra äktenskap med den skotska arvtagerskan Catherine Gordon av Gight. I sitt första äktenskap med Lady Carmarthen fick han dottern Augusta. Fadern lämnade familjen barskrapad efter att ha slösat bort sin hustrus stora förmögenhet och försvann utomlands. När fadern lämnade landet var skandalen oundviklig, han dog 1791 i Frankrike.
Modern, Catherine Gordon av Gight, som jagades av fordringsägare tog sin son med sig och flyttade 1790 till Aberdeen, i hopp om att där kunna försörja sig på en liten livränta. Där levde de i hyresrum på den magra inkomsten. Byron gick i skola i Aberdeen tills han var tio år. Moderns häftiga och nyckfulla lynne hade ett skadligt inflytande på den rikt begåvade, men egensinnige sonen. Än överhopade hon honom med lidelsefulla smekningar, än överföll hon honom med okvädingsord och handgripligheter. I det ena ögonblicket talade hon om sin beundran över hans vackra utseende, i det andra hånade hon honom för hans klumpfot.
Så grundlades redan i barnaåren hos honom den skepticism och det människoförakt, som kännetecknar hans förnämsta skaldestycken; så kom hans kroppslyte att kasta en djup slagskugga över hela hans liv. Släkten Byron var en av Englands förnämsta och farfadern var en mycket berömd sjöfarare, John Byron. Vid tio års ålder, 1798, ärvde Byron en baronstitel och godset Newstead Abbey i Nottinghamshire av sin farbror – en vändning i hans öde, som gav ny näring åt hans tidigt utvecklade bördsstolthet.

### Studenttiden

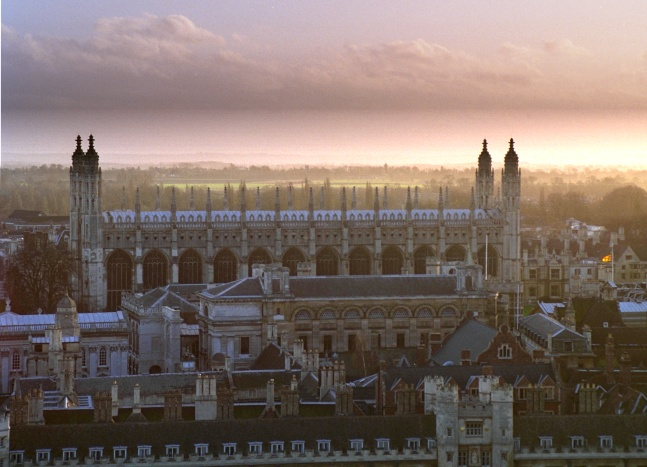
Vy över Trinity College

Lord Byron började i Harrow School 1801, där han, även om han inte var särskilt flitig, tillägnade sig rätt goda kunskaper i åtskilliga ämnen. Vid femton års ålder förälskade han sig i en ung flicka, Mary Ann Chaworth, som dock inte besvarade hans kärlek, utan 1805 ingick äktenskap med en annan. Uppfylld av sorg över detta missöde, kom han samma år till Trinity College, där han studerade utan större framgång och ägnade sig åt vilda nöjen. Under studenttiden som varade till 1808 publicerades 1807 hans första diktverk, Hours of Idleness. Samlingen gjordes av Henry Peter Brougham i tidskriften Edinburgh review till föremål för en hånande granskning, som Byron 1809 besvarade med satiren English Bards and Scotch Reviewers, i vilken han angrep Englands förnämsta skriftställare och deras verk.

### Utlandsresan

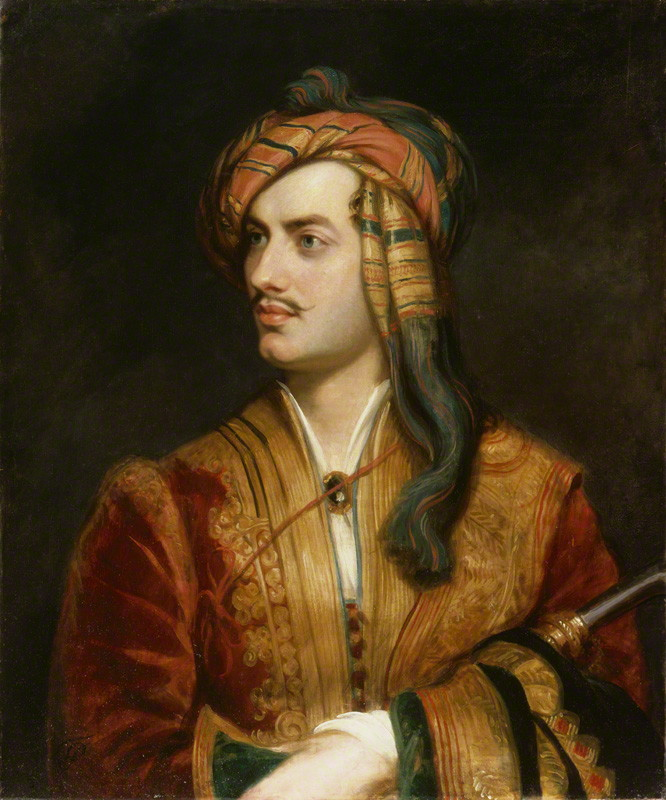
Thomas Phillips porträtt av den engelske poeten Lord Byron iklädd albansk folkdräkt. Porträttet är från 1883 och finns nu i museet Gallery of Portraits i London, England.

Trött på det utsvävande liv han fört under utarbetandet av nämnda dikt, gjorde han 1809 – sedan han samma år tagit sitt inträde i House of Lords – en utlandsresa till Medelhavet. Över Portugal och Spanien kom han till Malta (där han svärmade för den kvinnliga spionen mrs Spencer Smith); därifrån ställdes färden till Albanien, där han fick ett gästvänligt mottagande av Ali Pasha av Tepelenë i Ioánnina, vilken sedermera tjänade som modell för flera figurer i hans dikter (till exempel Lambro i Don Juan). Efter någon tids vistelse i Aten, där han skrev dikten The Maid of Athens, reste han till Konstantinopel. Redan under denna tid ansträngde han sig för att väcka uppmärksamhet och simmade över Hellesponten, vilket väckte uppseende i hela Europa. Från denna tid härrörde hans kärlek till grekiskt folklynne och grekisk natur, med oöverträffat mästerskap skildrade i hans dikter. Han besökte också Levanten.

### Återkomst till England

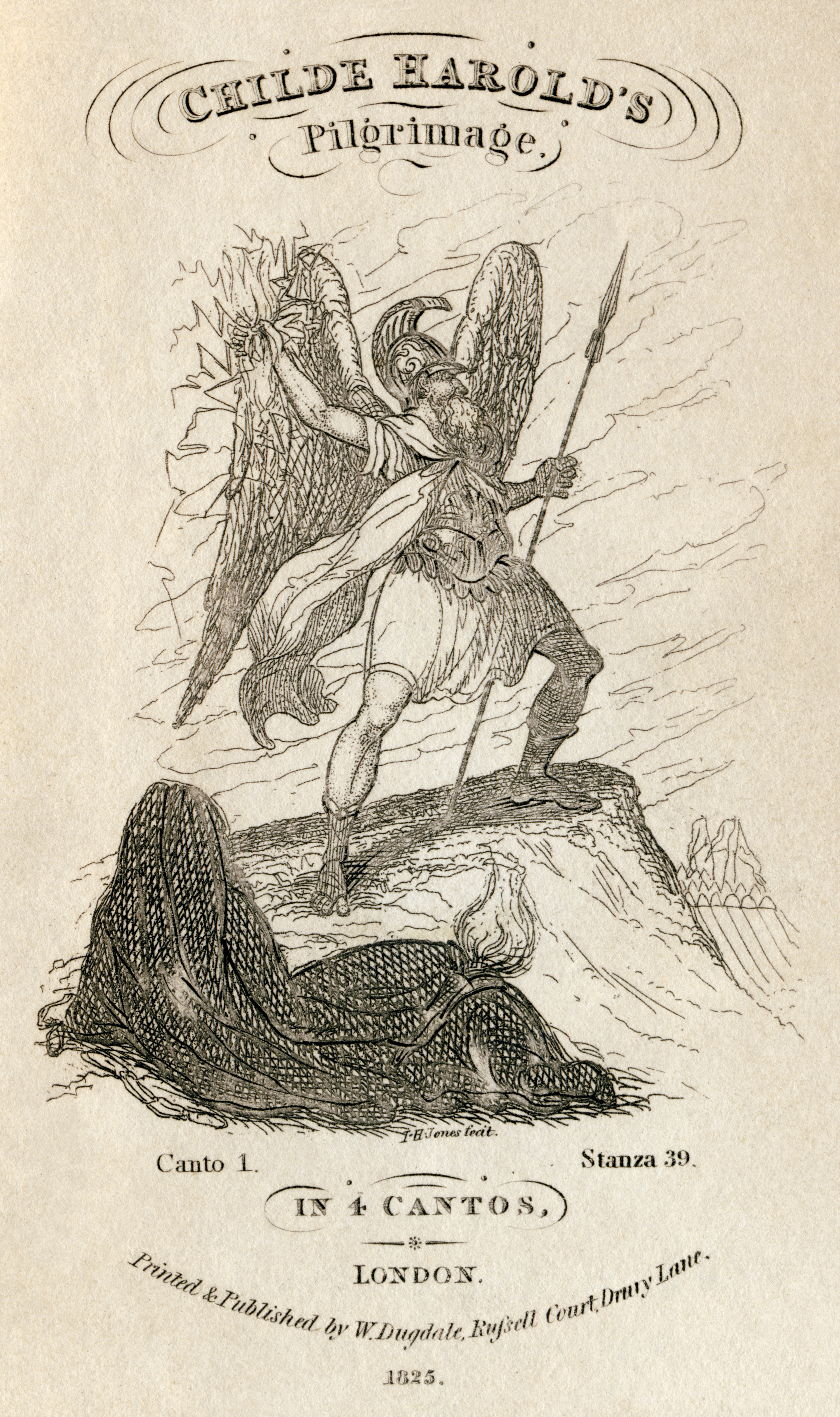
Childe Harold's Pilgrimage

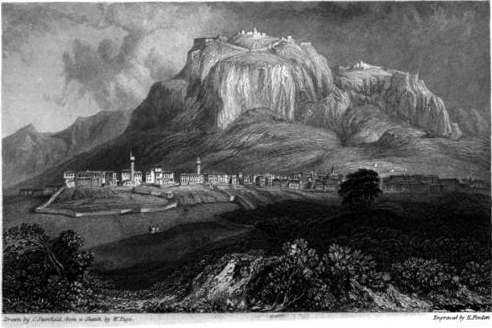
Bild av Korinth

1811 återvände han till England. Strax efter hemkomsten dog hans mor och tre vänner, i oktober samma år dog också den obekanta kvinna, som går igen i flera av hans österländska berättelser och vars död han besjungit under namnet Thyrza. Det tycks som om hon spelat en icke mindre roll i hans liv än senare grevinnan Teresa Guiccioli. 

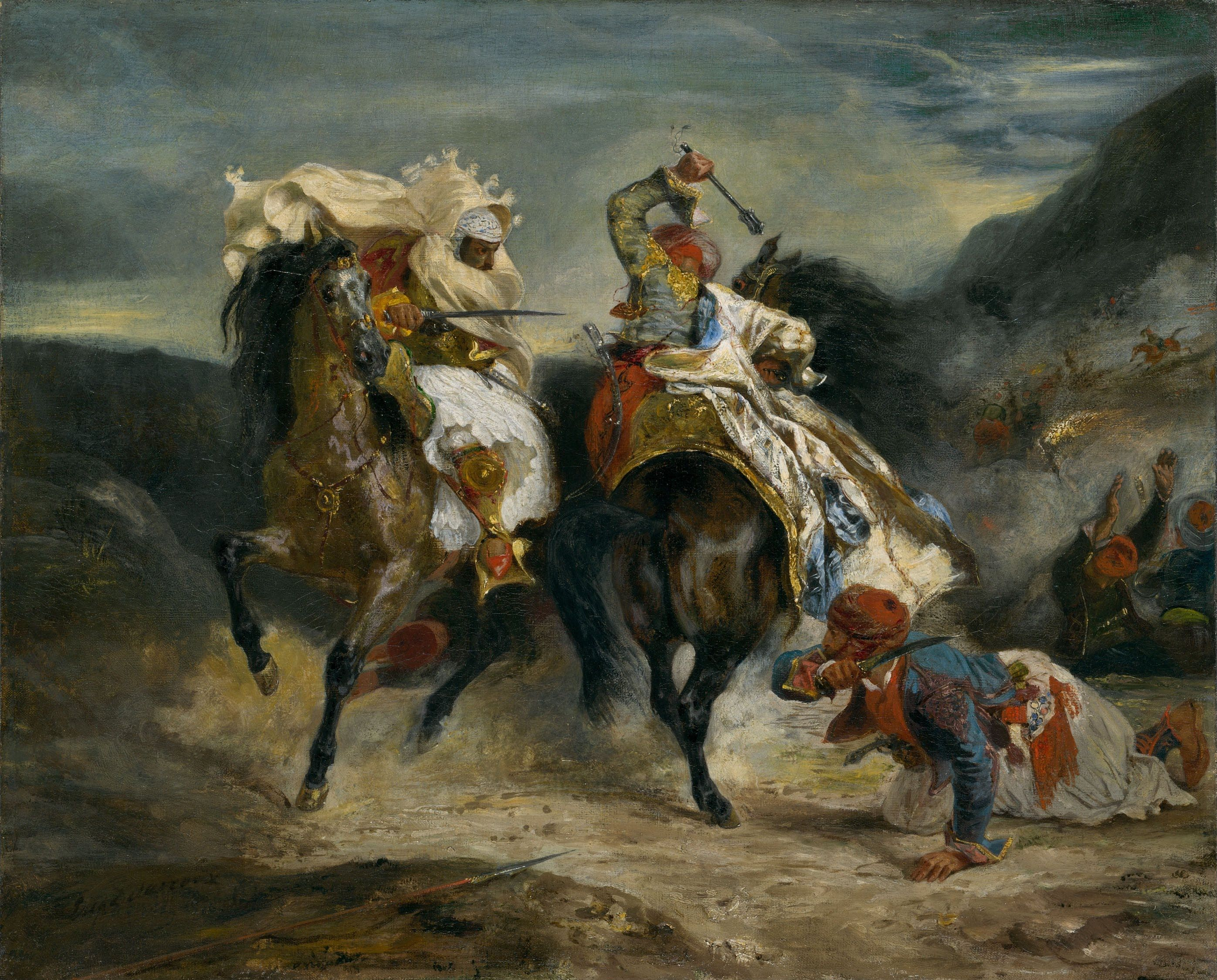
Tavla inspirerad av The Giaour målad av Eugène Delacroix

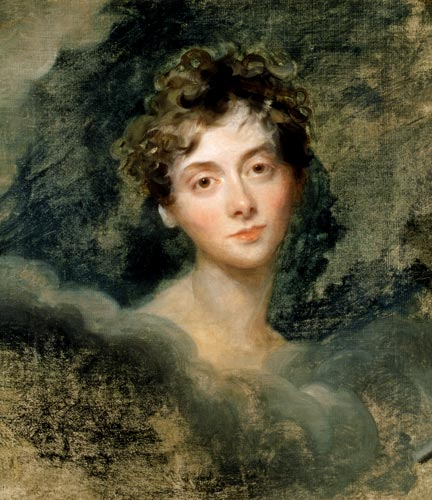
Lady Caroline Lamb

Det var under inflytandet av den djupt melankoliska stämning, vari dessa dödsfall försänkte honom, som han skrev de första sångerna (engelska cantos) i Childe Harold's Pilgrimage (1812–18), ett verk där han genomgående gjorde bruk av spenserstrof, ett versmått från den elisabetanska eran. 1812 höll han sitt första tal i parlamentet (om ludditernas uppror i Nottingham), vars demokratiska hållning och retorik gjorde stor lycka och bidrog att öka intresset för de båda första sångerna i Childe Harold, vilka utkom vid denna tid. Förklädd till den unge blaserade ädlingen Harold med den halvt verkligt kända, halvt påtagna melankolin skildrade han i dessa båda första dikter ofta på ett mycket poetiskt sätt natur och scener från sin resa. Det främmande ämnesvalet, hjältens romantiskt pessimistiska hållning, hänsyftningar på lokaliteter och de stora händelser, som just då sysselsatte tiden (det var mitt under spanska självständighetskriget och strax före Napoleons tåg mot Ryssland), förklarar till fullo det utomordentliga mottagande, som dikten fick. "Jag vaknade en morgon och fann mig berömd", yttrade Byron själv. Han dyrkades av aristokratin och det litterära kretsarna i London, och hans anseende befästes och ökades genom dikterna The Giaour (1813), The bride of Abydos (Abydos) (1813), The Corsair (1814, av vilken 13 000 exemplar såldes på en dag), Lara (1814), The Siege of Corinth (1816) och Parisina (1816).
Förebilden för dessa poetiska berättelser var Walter Scotts liknande dikter, men Byron behandlade stilen med sådan glöd, att Scott därefter uteslutande ägnade sig åt prosa. Den förstnämnda av dessa berättelser är den bästa, men förtjusningen hos publiken var i ständigt stigande över dessa högromantiska skildringar om hemlighetsfulla brott och kärleksförbindelser från österlandet. Man identifierade den sköne och stolte skalden med än den ene än den andre av hans demoniska hjältar, och societetens damer omsvärmade honom. Bekant är hans förhållande med Lord Melbournes fru Lady Caroline Lamb som är berömd för sitt uttalande om Byron "Mad, bad and dangerous to know." Hon utgöt senare sin bitterhet över honom i romanen Glenarvon. Från denna tid härrör även Ode to Napoleon Buonaparte samt Hebrew Melodies, elegiska dikter, lämpade till urgamla hebreiska tonsättningar. Byron blev stadigt sällskap till sin halvsyster Augusta Leigh; 1814 födde hon en dotter som antogs vara hans och med stor sannolikhet var det. Genom sina många kvinnoaffärer, sitt utseende och sitt storstilade sätt blev Byron sin samtids stora samtalsämne och en levande legend.

### Äktenskap och skandal

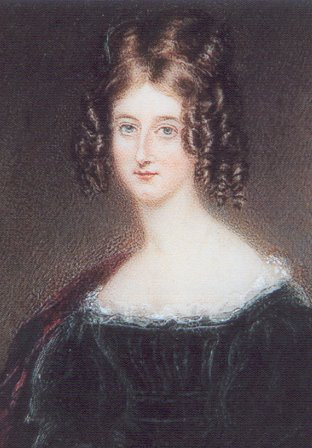
Byrons halvsyster The Honourable Augusta Leigh

Stående på höjden av sin popularitet, gifte sig Byron 1815 med Lady Anne Isabella Milbanke, en rik arvtagerska. Oförenlighet i lynnen och åsikter (kort efter bröllopet lär hon till exempel ha frågat honom när han skulle lägga bort sin fula vana att skriva vers) bildades snart emellan dem en spricka, som vidgades genom hans förstörda ekonomi och hennes svartsjuka. Kort efter dottern Adas födelse (1815) övergav hon sin man, och några månader därefter ägde en skilsmässa rum.
Snart spred sig ett rykte om att ett incestuöst förhållande mellan Byron och hans halvsyster, The Honourable Augusta Leigh, varit vållande till den äktenskapliga brytningen. Lady Caroline Lamb spred rykten om Lord Byron och Augusta Leigh, samt om analsex och homosexualitet.
Med ens blev Byron föremål för allmän avsky. Den engelska ortodoxiens väktare, med poeten Robert Southey i spetsen, förkättrade honom som huvudman för en "satanisk skola"; de aristokratiska kretsarna, fastän allt annat än ojäviga domare i sedlighetsmål, utstötte honom; tidningarna angrep hätskt hans privatliv; pöbeln förföljde honom med smädelser och skymford när han visade sig offentligt.
År 1870 kom den amerikanska författaren Harriet Beecher Stowe ut med en bok med beskyllningar mot Byron om incest, Lady Byron vindicated : A history of the Byron controversy from its beginning in 1816 to the present time. Lady Anne Isabella Byron hade delgivit Beecher Stowe historien om deras äktenskap och sina misstankar.

### Exil

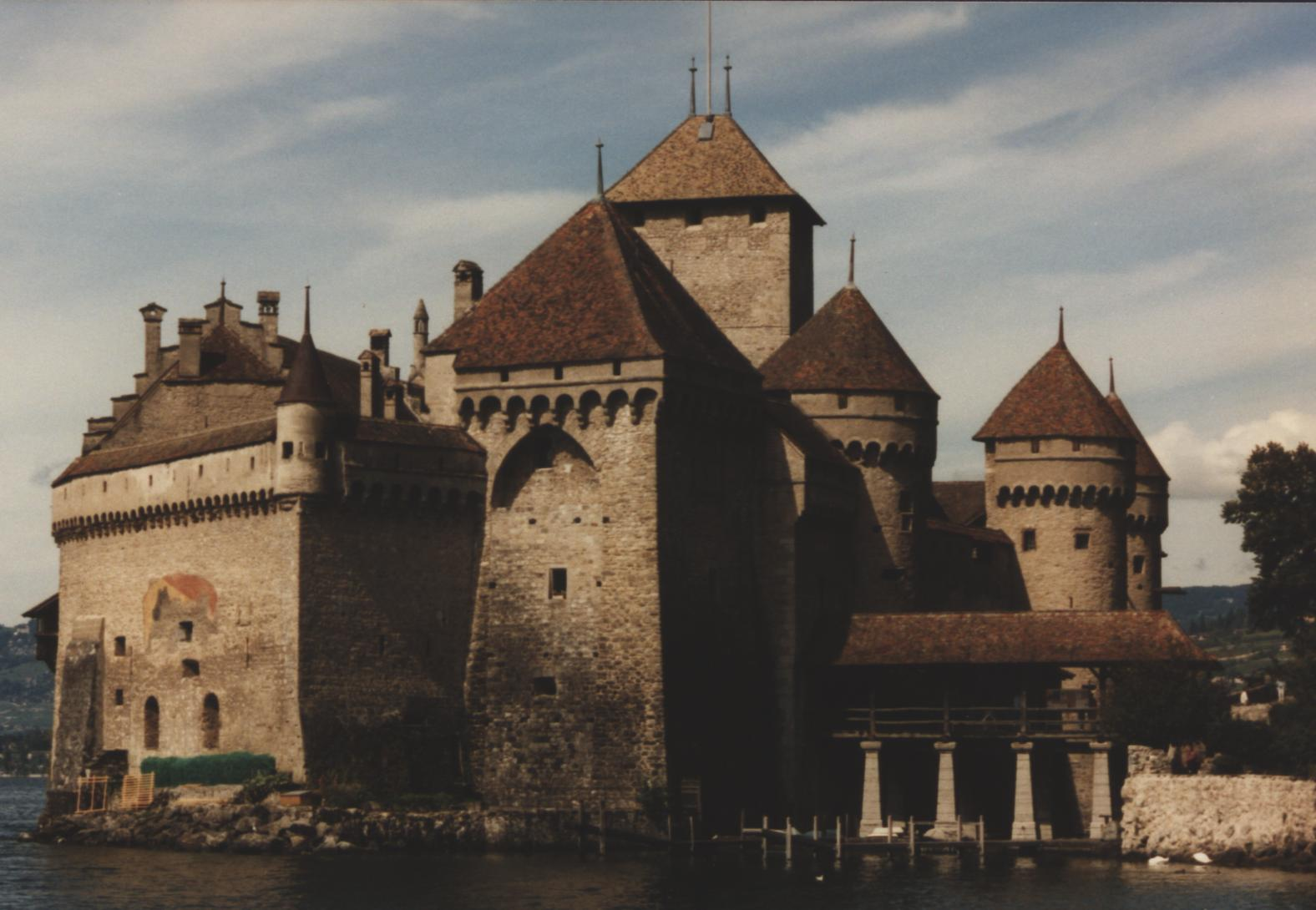
Slottet Chillon strax söder om Montreux

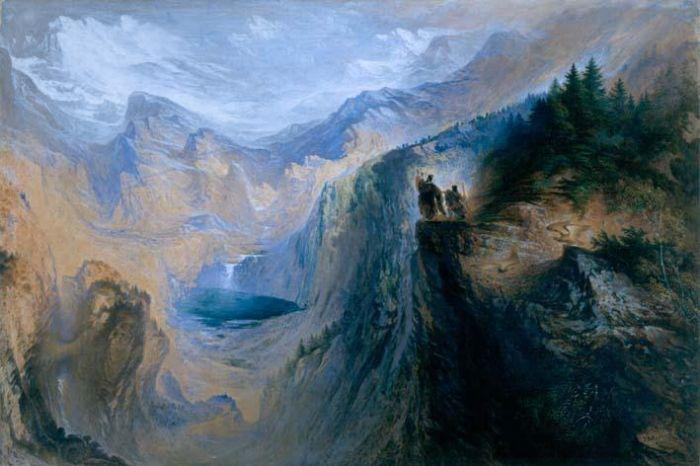
Tavla inspirerad av Manfred målad av John Martin

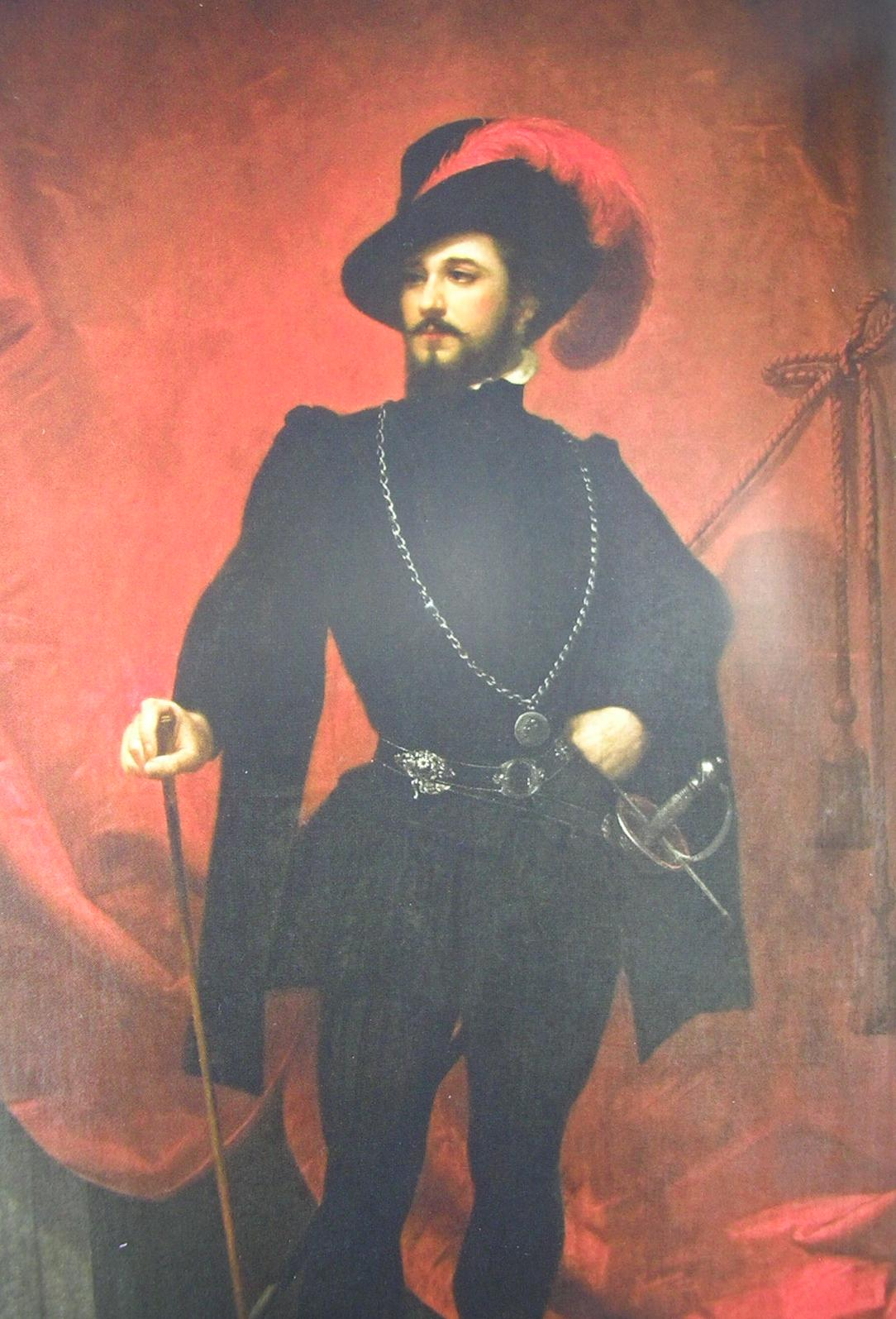
Don Juan i Mozarts opera

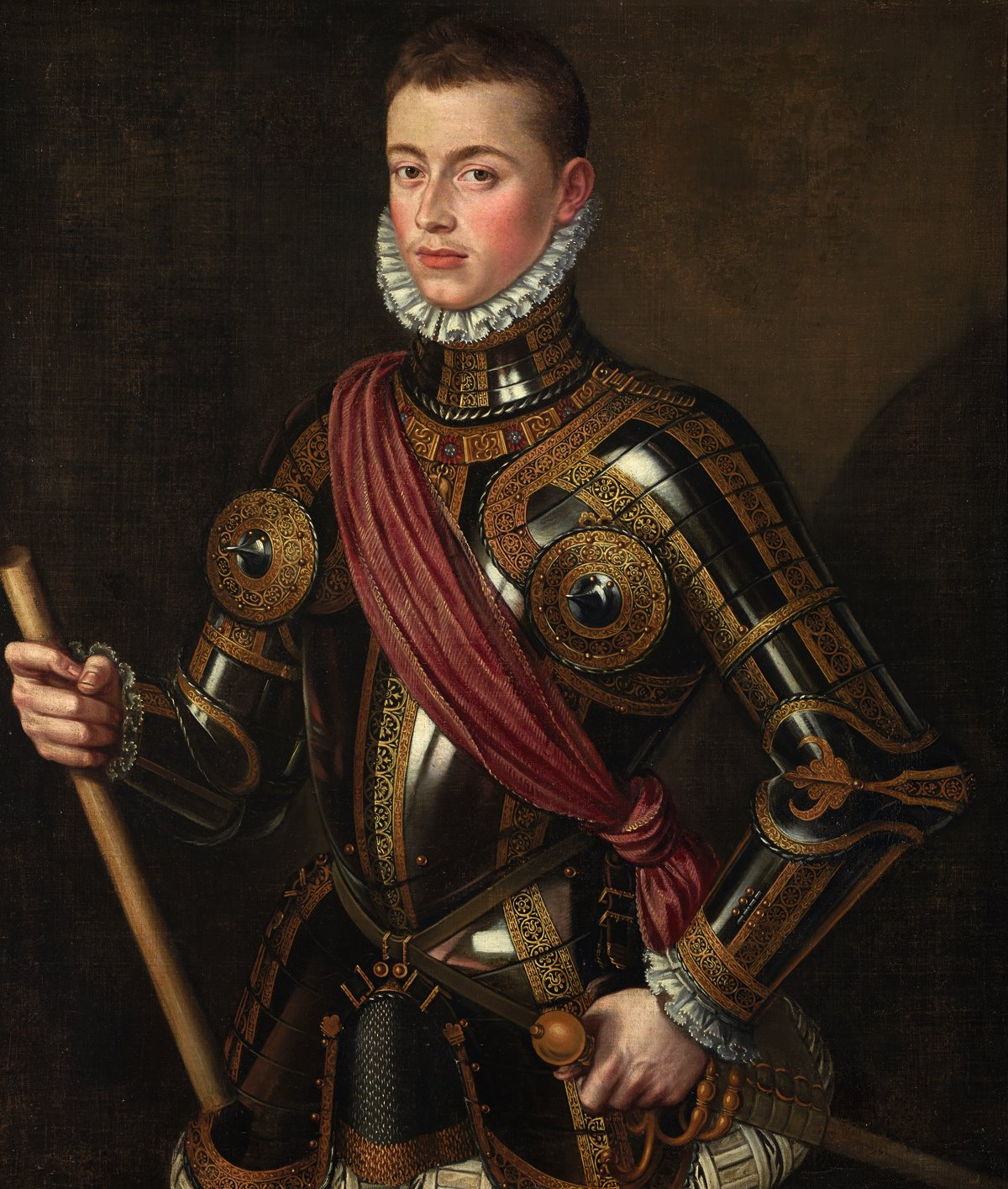
Don Juan de Austria. Han besegrade turkarna i slaget vid Lepanto.

Byron trotsade en tid stormen, men måste slutligen ge vika för det brittiska samhällets ostracism. Med ett rörande avskedskväde till sin maka – Fare thee well, and if for ever – lämnade han 25 april 1816 England, som han aldrig mer skulle återse. Vid denna tid börjar hans verkliga storhet. "Det finnes ingen jämförelse mellan det han skrev före och det han skrev efter sin s.k olycka."
Genom Belgien och längs Rhen begav sig Byron till Schweiz, där han vid Genèvesjöns stränder tillbringade sommaren 1816 i förtroligt umgänge med Claire Clairmont, författaren Mary Shelley och skalden Percy Bysshe Shelley i deras hyrda villa. Clairmont blev hans älskarinna. Bysshe Shelleys starka frisinne inte minst i religiösa ting påverkade honom och låter spåra sig i flera av hans dikter. Härunder faller hans relation med miss Claire Clairmont, som blev mor till hans dotter Allegra, som föddes i januari 1817 i England.
Under denna tid skrev Byron tredje sången av Childe Harold och den gripande poetiska berättelsen The Prisoner of Chillon. Bernalpernas ödslighet ingav honom ämnet till det poetiska dramat Manfred (fullbordad i Venedig 1817), vars hjälte är en engelsk Faust, som väl mäktar trotsa de demoner han frammanar, men inte undertrycka världsdissonansens genljud i sin själ. Efter att på hösten 1816 ha ankommit till Venedig hängav sig Byron, i denna halvorientaliska stad, åt ett liv av utsvävningar, som ändå inte avbröt hans skaldeverksamhet. Till denna tid hör fjärde sången av Childe Harold (1817), Beppo (1817), en munter bild av livet i Venedig, skriven i ottave rime liksom Don Juan, till vilken den i avseende på såväl innehåll som form utgör ett slags förebild, Ode on Venice (1817), Mazeppa (1819) och de fyra första dikterna av Don Juan (1818–23).
Detta moderna epos, denna politiska tendensdikt, som mottogs med avsky av det engelska pryderiet, utgör brännpunkten för Byrons hela väsen med dess "världssmärta" och livslust, dess tvivel och glödande hänförelse för sanningen, dess människoförakt och människokärlek. Med sin nihilism uppträder han som en entusiastisk apostel för "frihet, jämlikhet och broderskap"; trots sin övermättnad hävdar han med hänförelse naturens rätt mot en stel, själsdödande konventionalism. Även i hans bittraste anfall ligger något känsligt och rörande, som bevisar hans sympati för den mänsklighet han tror sig förakta. Det hela bildar med sina många komiska intermezzon, sin rika humor, sin yppiga färgprakt, sina härliga skildringar, sin lätta, lekande form (han kallade sig själv "rimmens Napoleon") ett av 1800-talets förnämsta skaldeverk. Byron reste till Rom, där han passerade Torquato Tassos cell, vilket inspirerade till dikten The Lament of Tasso (1817).  

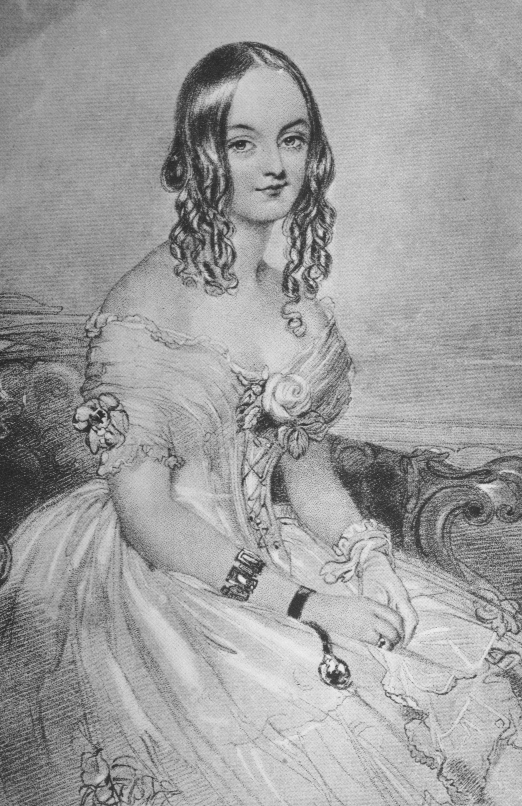
Byrons älskarinna grevinnan Teresa Guiccioli

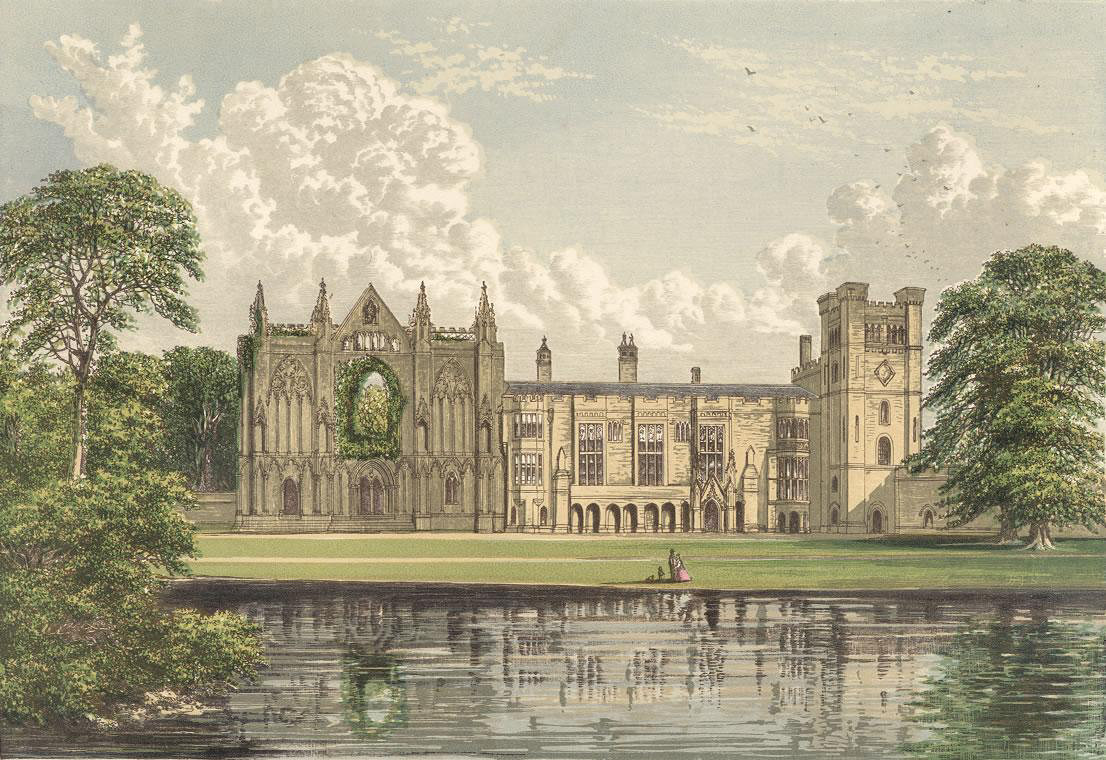
Newstead Abbey, Byrons gods

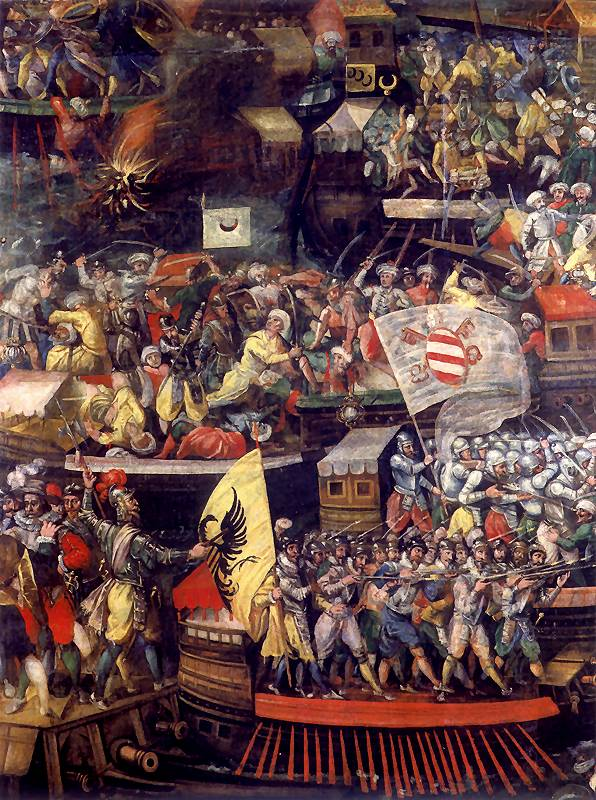
Slaget vid Lepanto

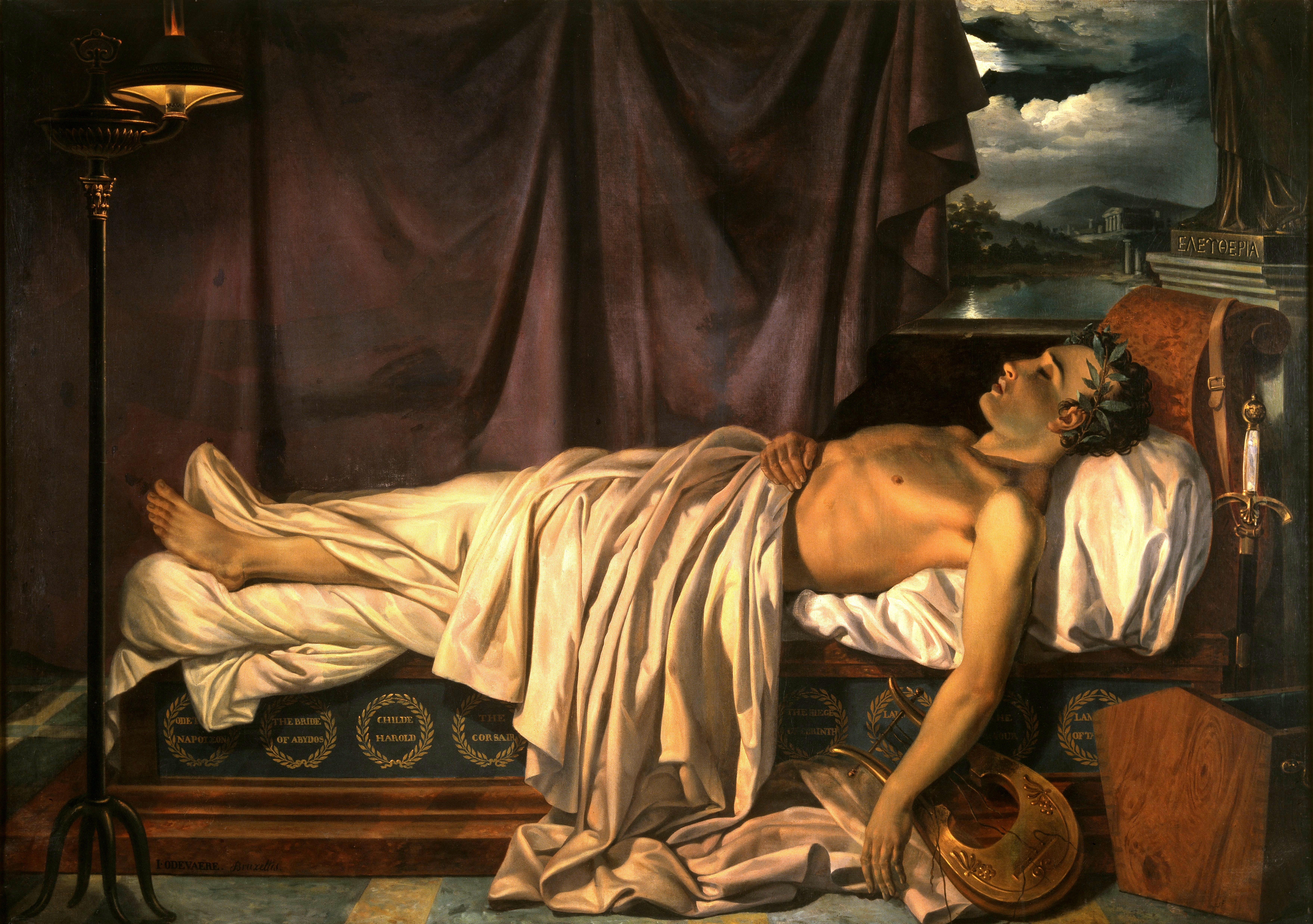
Lord Byron på sin dödsbädd. Notera att hans klumpfot är dold av ett lakan

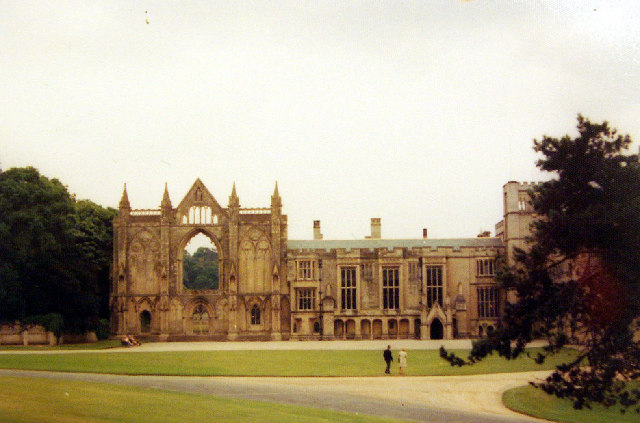
Newstead Abbey

1819 gjorde Byron i Venedig bekantskap med den vackra grevinnan Teresa Guiccioli (förebilden för Adah i Cain och Myrrha i Sardanapalus), och mellan dem uppstod en kärlek, som förmådde honom att i december samma år slå sig ned i Ravenna, där grevinnan var bosatt.
Under hennes inflytande stegrades hans poetiska alstringskraft till en otrolig höjd: på mindre än två år skrev han The prophecy of Dante (1820), en storartad dikt, i vilken han gav uttryck åt sin sympati för Italien, dramerna Marino Faliero (1820), The two Foscari (1821), Sardanapalus (1821) och Cain (1821), vilken innehåller episoder, som hör till de djärvaste diktkonsten frambragt, och i England mottogs med högkyrkliga anateman, The Vision of Judgement (1821), kanske Byrons finaste poem, en bitande satir mot hans gamle motståndare Southey, försvararen av torypartiets åsikter), flera sånger av Don Juan med mera.
För sin delaktighet i Carbonaris strävanden trakasserad av de österrikiska myndigheterna i Ravenna, begav sig Byron samma år till Pisa, där grevinnan Guiccioli, som nu blivit skild från sin man, hade bosatt sig.  Tillsammans med journalisten Leigh Hunt grundade han 1822 i nämnda stad tidskriften The Liberal, av vilken dock endast fyra nummer utkom. The Liberal återuppstod emellertid 2004. 1822 dog Byrons dotter Allegra, som han inte hade träffat så ofta, vilket han sörjde mycket över. Under sin vistelse i Pisa författade han även dramerna Werner (1821–22) och The Deformed Transformed (s. å.) samt några sånger av Don Juan.
Byrons sista uppehållsort i Italien var Genua, där han skrev The Age of Bronze (1823) samt The Island (1823), vilken avspeglar en mildare stämning än någon av hans övriga dikter – tydligen ett inflytande av grevinnan Guiccioli. Byron, som alltid hyst ett varmt intresse för undertryckta folk, beslöt i början av 1823 att aktivt delta i grekiska frihetskriget.
Efter att ha försett sig med ett ansenligt belopp i kontanter och växlar (han hade blivit rik genom att 1817 sälja sitt gods Newstead Abbey) seglade han i slutet av juni samma år från Livorno till Grekland. Sedan han under några månaders vistelse på Kefallenia försökt sökt göra sig underrättad om den förvirrade ställningen i landet, begav han sig i början av 1824 till det hårt ansatta Missolonghi, där han mottogs som Greklands räddare. Omedelbart efter sin ankomst lät han värva en trupp på 500 man till sin "Byronbrigad" och erbjöd sig att leda belägringen av Lepanto, vilken fästning ännu innehades av turkarna.
I avvaktan på detta företag sysselsatte han sig ivrigt med politiska angelägenheter och utvecklade därvid ett inte obetydligt praktiskt förstånd. Framför allt medlade han med framgång mellan de oeniga grekiska furstarna, liksom han ivrigt verkade för en mänskligare behandling av krigsfångarna. Den grekiska regeringen erkände hans förtjänster genom att erbjuda honom att bli generalståthållare över hela det befriade Grekland, med undantag av Morea och öarna – ett anbud, som han dock tills vidare avböjde. (Det påstås även, att flera grekiska furstar erbjudit honom kungakronan.)
Emellertid skulle Byron inte komma att kämpa mot fienden i grekiska frihetskriget. 19 april 1824 dog han av feber i Missolongi. Hans död uppfattades som en olycka för hela Grekland, vars regering påbjöd allmän landssorg under tjugoen dagar. Byrons stoft fördes till England. Vederbörande kyrkliga myndigheter vägrade det en plats i Westminster Abbey eller Saint Paul's Cathedral; det nedsattes därför i den byronska familjegraven i Hucknall Torkards kyrka, nära Newstead Abbey.

## Eftermäle och betydelse
Som skald var Byron väsentligen lyriker. Hans styrka ligger i retorikens färgprakt, i de ypperliga naturskildringarna och i tongångarnas mångfald, som tillåter honom att med lekande behag, bitande satir eller harmlös humor gå från det högsta patos till den trivialaste verklighet. Hans karaktärer lider däremot av en viss enformighet. Hans män liknar varandra mer eller mindre och är formade efter hans eget väsen; mera omväxlande är hans galleri av kvinnor. Hans dramer verkar huvudsakligen genom berättelsens prakt och tankeinnehåll, mindre genom karaktär och handling. Byron har alltid varit mera uppskattad i utlandet än i England, en omständighet som beror dels på hans skarpa kritik av engelska samhällsförhållanden, dels och icke minst därpå att hans vers långtifrån är tadelfri. Särskilt under de första decennierna på 1900-talet riktades skarpa angrepp mot hans teknik (bland annat av Algernon Swinburne).
Byron var uppfostrad i 1700-talets idéer; rousseauismen låg honom djupt i blodet, och hans fattigdom under yngre år skärpte hans oppositionella instinkter. Såsom retoriker utgår han från franska skolan: Alexander Pope var för honom den store mästaren. Hans skaldeverksamhet låter indela sig i två skeden. De två första sångerna av Childe Harold samt de poetiska berättelserna betecknar höjdpunkten av hans första maner, utmärkt av stark romantik och abstrakt ideellt skönhetsideal. Men efter 1816, då Byron stod ensam med hela publikens omdöme emot sig, fördjupades hans väsen, och hans poesi förändrade icke obetydligt karaktär. Under några år blev han hela Europas röst. För det var han, som, medan den heliga alliansen stod på höjdpunkten av sitt välde, ensam och oförfärad, upptog kampen mot den härskande politiska, sociala och religiösa reaktionen i hela Europa. Byron var stormfågeln, som förebådade julirevolutionen. I Cain vågade han angripa ortodoxiens dogmer, och hans Don Juan var ett öppet fejdebrev mot det härskande hyckleriet och reaktionen i alla dess former. Under hans sysslande med samtidens olika frågor förändras även hans stil, den blir djärvare och mera realistisk. Även i detta avseende var Byron en föregångsman, i det att hos honom romantiken upplöstes och så småningom slog över i realism – en fåra, som sedan följdes av hela seklets litteratur. Begynnelsepunkten för denna process är Beppo; slutpunkten är även här Don Juan.

### Inflytande
Byrons välde över sin samtid kan jämföras endast med det, som utövades av Johann Wolfgang von Goethe och Walter Scott. Hans senare skrifter mötte visserligen i England starkt motstånd, men harmen var endast ett annat uttryck för den förtrollning han utövade på sinnena. Senare har hans rykte som konstnär sjunkit, men även om många av hans skrifter inte ska visa sig motstå tidens tand, skall säkert Byron alltid leva som en av sin tids intressantaste och mest storslagna gestalter.
Hans inflytande var ännu större på kontinenten än i England. I Frankrike tog romantikerna starkt intryck av honom (särskilt Victor Hugo och Alfred de Musset); i Tyskland låg han bakom Das junge Deutschlands politiska frihetslyrik och Heinrich Heines diktning. Både i Ryssland och Polen var det egentligen under hans egid, som romantiken växte fram (Alexander Pusjkin, Adam Mickiewicz). I Sverige var redan Esaias Tegnér intresserad av honom, och vår politiska frihetslyrik under 1840-talet står direkt eller indirekt (genom Das junge Deutschland) under hans inflytande.
De flesta av Byrons verk har översatts till svenska, främst av C.V.A. Strandberg.
Under exilen skrev Byron Manfred och Cain, influerad av Goethes Faust och John Miltons Paradise Lost. I hans Sardanapalus märks en påverkan av klassicismen. Dikten Don Juan (1819–24) är dock ojämförligen den som han är mest berömd för. Huvudpersonen tillkom efter läsning av François-René de Chateaubriands René. Eposet handlar om en spansk adelsman och alla dennes kvinnor, och utgörs av 16 sånger skrivna på ottava rima. Det är en djuppsykologisk skildring av människorna och deras sexualitet i en utveckling av Rousseaus primitivism och Montesquieus klimatlära, med inbakad kritik mot Platon och kristen moral. Många litteraturvetare och Mary Shelley har sagt att Byron hade mindervärdeskomplex på grund av sin klumpfot och att det påverkade hans sätt att skriva.

### Byron i kulturen
Nedslagskratern Byron på planeten Merkurius och asteroiden 3306 Byron är uppkallade efter honom.

## Bildgalleri

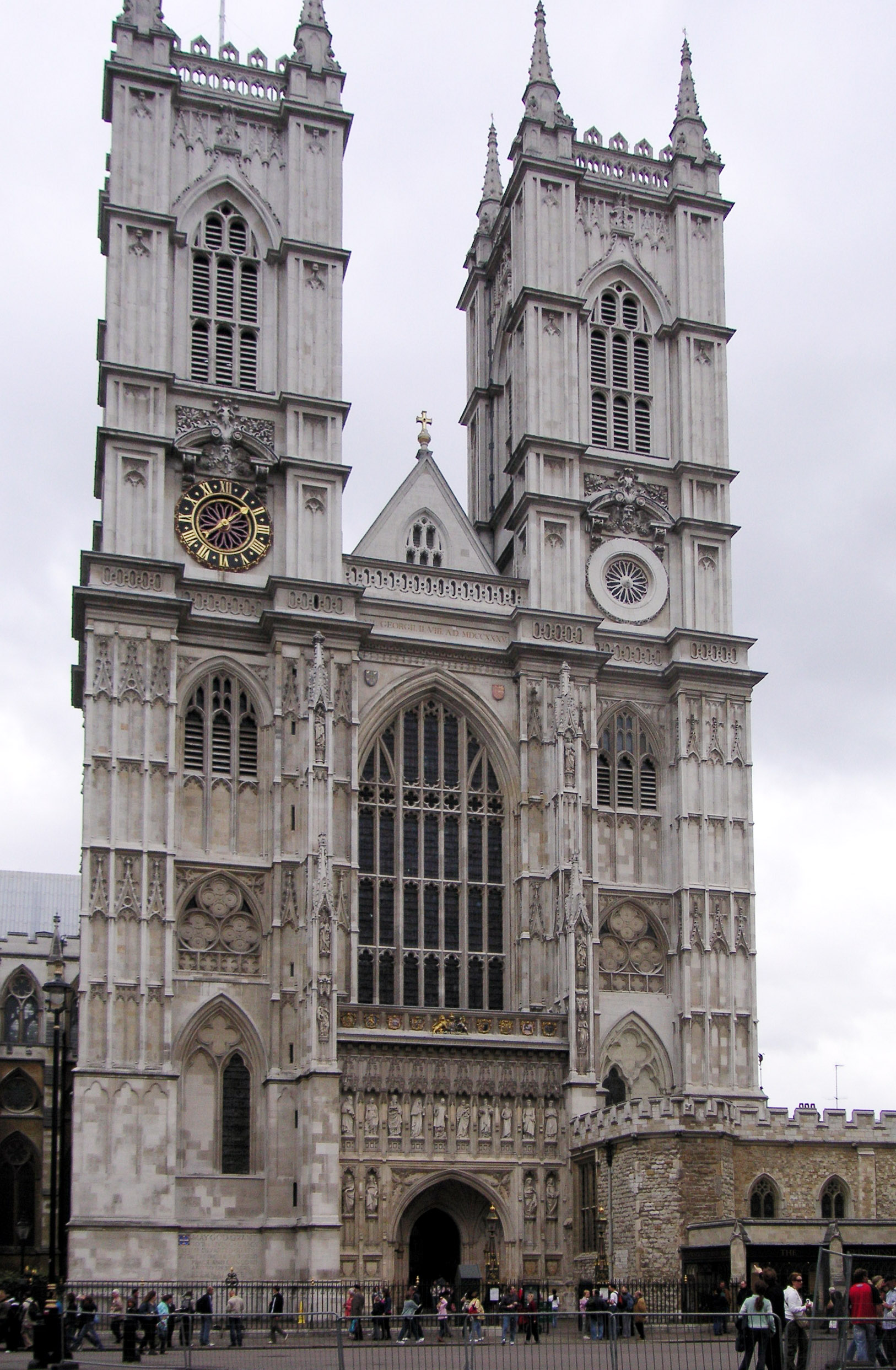
Westminster Abbey.
Julirevolutionen, som Byron förebådade. Målad av Eugène Delacroix.
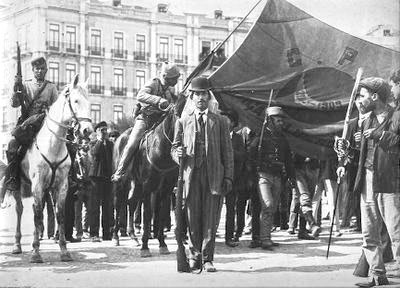
En revolterande brigad från Carbonari. Byron var delaktig i Carbonaris strävanden och var lokal ledare för dem.
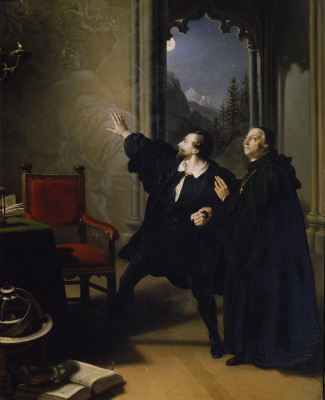
Lord Byrons Manfred målad av Johan Peter Krafft.
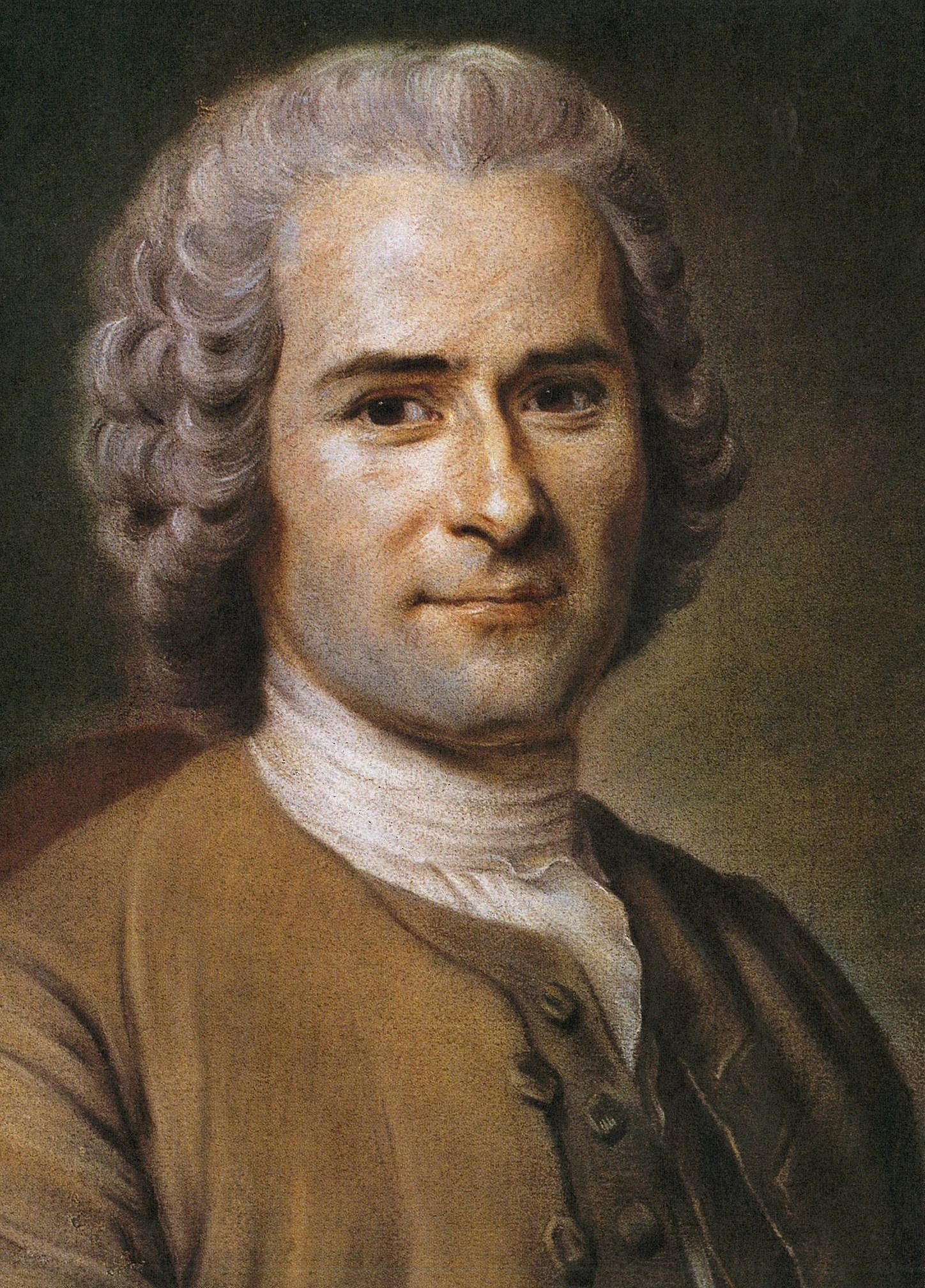
Jean-Jacques Rousseau målad av Maurice Quentin de La Tour.
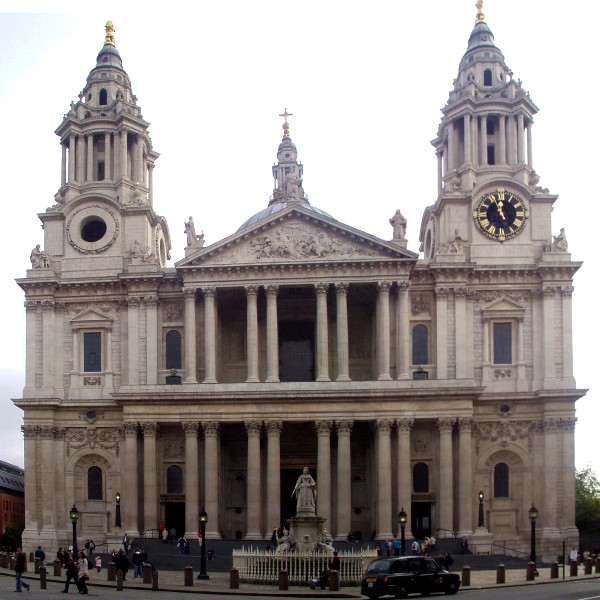
Sankt Pauls-katedralen
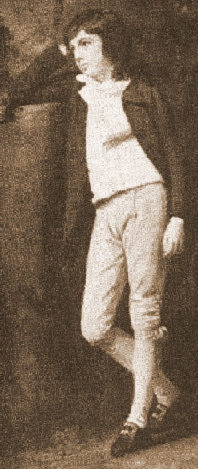
William "Kitty" Courtenay
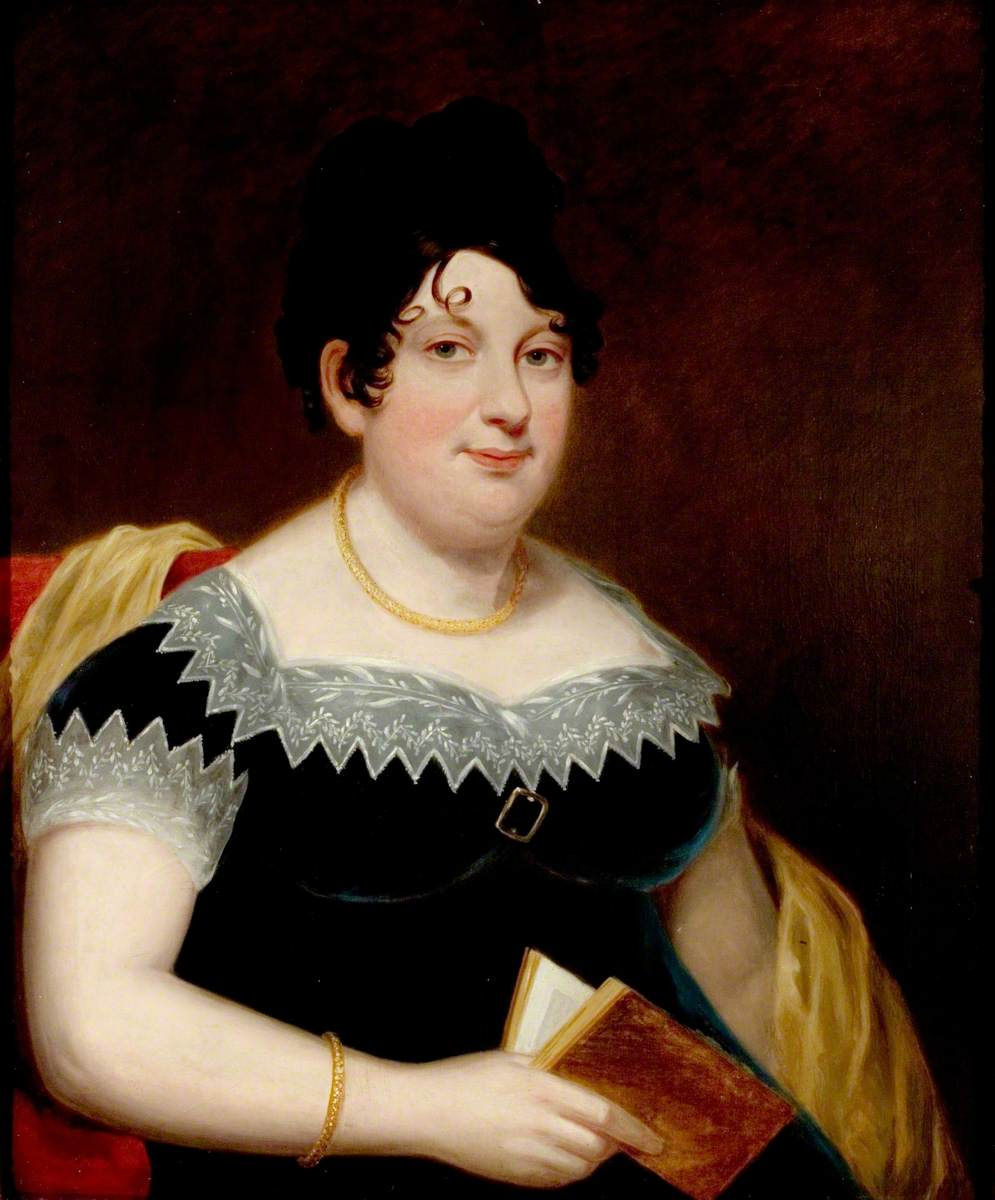
Lord Byrons mor Catherine Gordon of Gight.